# Thomas Rongen
Thomas Eddy Rongen (ur. 31 października 1956 w Amsterdamie) – holenderski piłkarz grający na pozycji pomocnika lub napastnika, trener.

## Kariera piłkarska

### Wczesna kariera
Thomas Rongen karierę piłkarską rozpoczął w 1971 roku w juniorach FC Amsterdasche, w których grał do 1975 roku. W latach 1973–1979 grał w profesjonalnej drużynie klubu na pozycji defensywnego pomocnika i obrońcy.

### Kariera w Stanach Zjednoczonych
Następnie Rongen wyjechał do Stanów Zjednoczonych, gdzie w latach 1979–1980 był zawodnikiem występującego w lidze NASL Los Angeles Aztecs. 12 lipca 1980 roku podpisał kontrakt z Washington Diplomats. Następnie w latach 1981–1983 reprezentował barwy Fort Lauderdale Strikers, a po przeniesieniu i zmiany nazwy klubu w 1984 roku przez jego właściciela, Joe Robbiego na Minnesota Strikers, Rongen reprezentował barwy klubu w ostatnim sezonie ligi NASL, sezonie 1984.
Reprezentował klub także w lidze MISL w sezonie 1984/1985. 22 maja 1985 roku został zawodnikiem występującego w lidze USL (liga składała się z tylko 6 meczów) South Florida Sun, z którym zdobył mistrzostwo USL 1985. W październiku 1985 roku jako wolny agent przeniósł się do występującego w lidze MISL Chicago Sting, w którym grał do 1986 roku. W sezonie 1987 reprezentował barwy występującego w LSSA Houston Dynamos, z którym zdobył wicemistrzostwo ligi. 8 stycznia 1988 roku został pierwszy zawodnikiem, który podpisał kontrakt z reaktywowanym Fort Lauderdale Strikers, występującym w lidze ASL. W sezonie 1989 zdobył mistrzostwo ASL, a po sezonie 1993 zakończył karierę piłkarską.

## Kariera trenerska

### Wczesna kariera
Thomas Rongen jeszcze w trakcie piłkarskiej rozpoczął karierę trenerską. W 1984 roku został asystentem trenera szkolnej drużyny Pope John Paul II High School w Boca Raton w stanie Floryda, a 27 czerwca 1986 roku został jej głównym trenerem. Prowadził drużynę w 43 meczach (32 zwycięstwa, 6 remisów, 5 porażek), a także dwukrotnie został wybrany Trenerem Roku według Sun-Sentinel (1987, 1988). 16 maja 1988 roku zrezygnował z funkcji trenera. W 1986 roku trenował również Plantation Eagles Soccer Club. 8 marca 1987 roku prowadził drużynę Florydy U-23 w wygranym 2:0 meczu z reprezentacją Stanów Zjednoczonych po golach Zena Luzniaka i Henry'ego Gutierreza.
W latach 1987–1990 był asystentem trenera uniwersyteckiej drużyny Nova Southeastern University w Davie w stanie Floryda, a 3 listopada 1990 roku został głównym trenerem drużyny, którym był do 1995 roku. W 93 meczach odniósł 50 zwycięstw, 35 remisów i 8 porażek. 30 sierpnia 1988 został trenerem szkolnej drużyny South Plantation High School w Plantation w stanie Floryda.
8 lutego 1989 roku zastąpił Wima Suurbiera na stanowisku trenera Fort Lauderdale Strikers. W sezonie 1989 zdobył mistrzostwo ASL po wygranej rywalizacji w finale 2:1 (1:0, 0:2, 1:0) z Boston Bolts, dzięki czemu awansował do finału mistrzostw Stanów Zjednoczonych i Kanady 1989, w którym 9 września 1989 roku na Spartan Stadium w San Jose w stanie Kalifornia wygrała z triumfatorem ligi WSL, San Diego Nomads 3:1. W sezonie 1990 został Trenerem Roku APSL. 17 sierpnia 1994 roku odszedł z klubu.

### Szczyt kariery
W 1996 roku został trenerem Tampa Bay Mutiny, którego prowadził w pierwszym sezonie ligi MLS. Klub pod wodzą Rongena wygrał sezon zasadniczy, co pomogło Rongenowi w zdobyciu nagrody Trenera Roku MLS, jednak w półfinale przegrał rywalizację z D.C. United (1:4, 1:2). W latach 1997–1998 prowadził New England Revolution. W 1999 roku został trenerem D.C. United, gdzie zastąpił Bruce'a Arenę, który w 1998 roku został selekcjonerem reprezentacji Stanów Zjednoczonych. W sezonie 1999 wygrał rozgrywki ligi MLS po wygranej 21 listopada 1999 roku na Foxboro Stadium w Foxborough 2:0 w finale z Los Angeles Galaxy. W 2001 roku został zastąpiony przez Raya Hudsona.

### Reprezentacja Stanów Zjednoczonych U-20
Rongen w latach 2001–2005 po raz pierwszy prowadził reprezentację Stanów Zjednoczonych U-20.
23 września 2004 roku został pierwszym trenerem debiutującego w lidze MLS Chivas USA, jednak 30 maja 2005 roku został zwolniony z powodu słabych wyników: 1 zwycięstwo, 1 remis, 8 porażek.
W latach 2006–2011 ponownie był selekcjonerem reprezentacji Stanów Zjednoczonych U-20, z którą na mistrzostwach CONCACAF U-20 2009 w Trynidadzie i Tobago zdobył wicemistrzostwo turnieju po przegranej w finale 15 marca 2009 roku na Marvin Lee Stadium w Macoyi 3:0 z reprezentacją Kostaryki U-20. Prowadził ją także dwukrotnie na mistrzostwach świata U-20 (2007, 2009). 5 maja 2011 roku został zwolniony nie zakwalifikowaniu się drużyny Jankesów na mistrzostwa świata U-20 2011 w Kolumbii.

### Reprezentacja Samoa Amerykańskiego
W 2011 roku został mianowany selekcjonerem reprezentacji Samoa Amerykańskiego, która w tym czasie zajmowała 173. miejsce w rankingu FIFA. 22 listopada 2011 roku na Toleafoa J.S. Blatter Complex w Apia w meczu pierwszej rundy eliminacji mistrzostw świata 2014 strefy OFC drużyna Chłopców z terytorium wygrała 2:1 z reprezentacją Tonga, co było drugim w historii zwycięstwem tej drużyny.

### Dalsza kariera
W latach 2012–2014 był dyrektorem akademii FC Toronto, w której pracował z Holendrami: Bobem de Klerkiem oraz Aronem Winterem.
W grudniu 2014 roku został trenerem występującego w lidze NASL Tampa Bay Rowdies, jednak 21 sierpnia 2015 roku odszedł z klubu wraz z jego prezesem, Farrukhiem Quraishim.
W grudniu 2016 roku po powrocie Bruce'a Areny na stanowisko selekcjonera reprezentacji Stanów Zjednoczonych dostał funkcję skauta w drużynie Jankesów.

## Sukcesy

### Zawodnicze
Fort Lauderdale Sun
- Mistrzostwo USL: 1985

Houston Dynamos
- Wicemistrzostwo LSSA: 1987

Fort Lauderdale Strikers
- Mistrzostwo ASL: 1989
- Mistrzostwo Stanów Zjednoczonych i Kanady: 1989

### Trenerskie
Fort Lauderdale Strikers
- Mistrzostwo ASL: 1989

Tampa Bay Mutiny
- Supporters' Shield: 1996

D.C. United
- Mistrzostwo MLS: 1999

Reprezentacja Stanów Zjednoczonych U-20
- Wicemistrzostwo CONCACAF U-20: 2009

### Indywidualne
- Trener Roku według Sun-Sentinel: 1987, 1988
- Trener Roku APSL: 1990
- Trener Roku MLS: 1996

## Życie prywatne
Thomas Rongen w 1996 roku ożenił się z Gail Megaloudis, byłą żoną Nicky'ego Megaloudisa, dzięki czemu został ojczymem ich dwójki dzieci: córki Nicole i syna Chrisa. W 2004 roku 19-letnia Nicole zginęła w wypadku samochodowym na drodze I-64 w hrabstwie Goochland w stanie Wirginia.
W 2011 roku będąc selekcjonerem reprezentacji Samoa Amerykańskiego nosił czapkę pasierbicy podczas wygranego 2:1 meczu z reprezentacją Tonga, co pokazano w filmie dokumentalnym pt. Pierwszy gol (2014).

## Rongen w kulturze
W 2014 roku powstał film dokumentalny opowiadający o pracy Rongena w reprezentacji Samoa Amerykańskiego pt. Pierwszy gol, natomiast w 2023 roku odbędzie się premiera filmu fabularnego pt. Pierwszy gol, w którym rolę Rongena wcielił się Michael Fassbender.